# Декларация независимости
Декларация независимости (декларация о независимости, декларация о государственном суверенитете) — юридический и политический декларативный документ, которым население зависимой территории объявляет свою независимость. Декларация независимости устанавливает внутренний суверенитет новопровозглашённого государства и обычно предваряет принятие его конституции и процесс его международного признания.
Декларации независимости имеют такое же универсальное распространение, как и конституции новообразованных государств.

## История
Первая в истории декларация независимости — Декларация независимости Соединенных Штатов Америки 1776 года.

## Легитимность
Среди правоведов долгое время шли споры о политико-правовом значении деклараций независимости.
22 июля 2010 года Международный суд ООН в деле о Правомерности провозглашения независимости Косова постановил, что «международные законы не содержат запретов на декларации независимости». Это решение международного суда создало прецедент в международном праве (хотя оно и не является обязательным для исполнения — это консультативное заключение) и стало серьёзным аргументом к легитимности деклараций независимости.